# 东方红林业局
东方红林业局，又称东方红重点国有林管理局，是一个位于中华人民共和国黑龙江省鸡西市虎林市的类似乡级单位，亦是中国龙江森林工业集团（黑龙江省森林工业总局）所属的一个林业局，分属合江林业管理局。
东方红林业局始建于1963年，位于完达山北麓，乌苏里江西畔，地跨虎林市、饶河县、宝清县。施业区面积42.2万公顷，森林总蓄积2290万立方米，森林覆被率78.4%，人口4.5万。

## 行政区划
东方红林业局下辖以下单位：
第一社区、第二社区、第三社区、第五社区、第六社区、第七社区、第八社区、第九社区、第十社区、第十一社区、第十二社区、第十三社区、第十四社区、第十五社区、第十六社区、第十七社区、第十八社区、第十九社区、第二十社区、东林经营所、西南岔经营所、海音山林场、青山经营所、独木河林场、马鞍山农场、大塔山林场、河口林场、大牙克林场、石场林场、大岱林场、永幸林场、奇源林场、五林洞林场。